# Die verlorene Welt (1992)
Die verlorene Welt (Originaltitel: The Lost World) ist ein kanadisch-US-amerikanischer Abenteuerfilm von Timothy Bond nach dem Buch von Arthur Conan Doyle Die vergessene Welt und dem Drehbuch von Peter Welbeck. Im Gegensatz zu vorherigen Verfilmungen wurde die Handlung aus Südamerika nach Afrika (Simbabwe) verlegt. Der Nachfolger ist Rückkehr in die verlorene Welt.

## Handlung
Der exzentrische und als verrückt geltende Wissenschaftler Professor Challenger plant eine Expedition nach Afrika. Als italienischer Reporter getarnt soll der Journalist Edward Malone Genaueres erfahren. Challenger misstraut nämlich den englischen Medien. Da Malone im Gegensatz zu Challenger kein Italienisch spricht, wird er von diesem schnell enttarnt, kann dennoch Challenger beeindrucken. Er erzählt Malone, dass er vor langer Zeit in Afrika an eine Karte gelangt sei, die zu einem geheimen Hochplateau führt. Dort soll prähistorisches Leben bis heute existieren. Damals wurde Challenger von einem seiner Begleiter angegriffen, sodass er aufgrund seiner Verletzung nur einen kurzen Blick aufs Plateau erhaschen und es nicht erklimmen konnte. Dennoch erkannte er zweifellos einen Pterodactylus.
In einer Sitzung im Natural History Museum wird Professor Summerlee für seine Arbeiten ausgezeichnet. Während der Feierlichkeiten platzt Challenger in die Räumlichkeiten und wirft seinem Rivalen vor, dass er sich an Challengers Arbeit labt. Danach versucht er, die anwesenden Leute davon zu überzeugen, eine Expedition nach Afrika zu schicken. Summerlee willigt ein, aber nur, wenn er die Führung übernehmen darf und Challenger nicht teilnimmt. Weiter nehmen an der Expedition der Journalist Malone, die reiche Fotografin Jenny Nielson und der 13-jährige Jimmy, der sich heimlich aufs Schiff geschlichen hat, teil.
In Afrika angekommen entpuppt sich die Karte als nutzlos. Zu aller Überraschung taucht Challenger auf und nimmt nun doch an der Expedition teil, da er der einzige ist, der den Weg kennt. Begleitet wird die Gruppe von Malu, einer Einheimischen, Gomez, dem Anführer der Träger und einer Reihe von Trägern. Am Plateau angekommen klettert die Gruppe mit Ausnahme der Träger unter der Führung von Gomez das Plateau hinauf. Nun entpuppt sich Gomez als Bruder desjenigen, der Challenger damals töten wollte und der diesen Versuch mit seinem eigenen Leben bezahlte. Gomez verscheucht die Träger und kappt das Seil, sodass die Gruppe auf dem Plateau festsitzt.
Am nächsten Tag beschließt die Gruppe, einen Weg nach unten zu suchen. Nach einem nächtlichen Angriff eines Dinosauriers wird die Gruppe getrennt, und bis auf Malone, Malu und Jimmy werden alle von bösen Einheimischen, den Skelettmenschen, festgenommen. Die Menschen vergöttern die Raubdinosaurier und haben sich wie Skelette bemalt. Die Skelettmenschen verfüttern täglich einen Menschen an die Raubdinosaurier, um diese zu beruhigen. Malone, Malu und Jimmy schaffen es, die Skelettmenschen abzulenken, sodass die Gruppe fliehen kann. Einer der Befreiten ist der Häuptling eines zweiten, friedlichen Stammes. Ursprünglich waren die beiden Gruppierungen eine. Um einem kranken Pterodactylus zu helfen, entwendet Summerlee aus dem Lager der Skelettmenschen Heilkräuter und schafft es, den Flugsaurier zu heilen. Der Diebstahl provoziert einen Angriff der Skelettmenschen, wobei dessen Anführer stirbt. Ohne Anführer beschließen die Skelettmenschen, sich ihrem ehemaligen Stamm wieder anzuschließen. Der Stammesführer der Einheimischen Palala zeigt der Gruppe einen geheimen Pfad, der vom Plateau wegführt. Als Dank möchte er nur, dass alle Gruppenmitglieder zurückkehren würden, falls der verlorenen Welt Ärger droht. Alle willigen ein. Am Ausgang will Gomez sich nun endgültig an Challenger rächen, wird aber von diesem angeschossen.
In London angekommen präsentieren Challenger und Summerlee ihre Forschungsergebnisse. Diese werden allerdings als nicht glaubhaft beurteilt. Daraufhin bringen Malone und Jimmy den genesenen Flugsaurier als Beweis in den Saal. Danach wird das Team beglückwünscht. Da der Pterodactylus in den Zoo gesperrt wurde, beschließen Malone, Jimmy und Jenny den Flugsaurier zu befreien. Dieser fliegt anschließend Richtung Meer.

## Charaktere
Professor George Challenger und Professor Leo Summerlee sind Rivalen und sehr unterschiedlich in ihren Forschungsmethoden. Challenger ist jemand, der an Expeditionen teilnimmt und Forschung vor Ort betreibt. Summerlee ist eher ein Lecturer und beschreibt Funde. Trotz Differenzen und einer Fehde in England schätzen sie sich auf dem Plateau sehr und arbeiten eng zusammen. Edward Malone ist ein gelangweilter Journalist, der von etwas Spannendem berichten möchte. Er ist schon länger mit Jimmy befreundet und setzt sich auch für diesen ein, dass dieser trotz seines Status als blinder Passagier die Gruppe begleiten darf. Jenny Nielson stammt aus einem reichen Haus aus den USA. Sie ist Hobbyfotografin und finanziert die Expedition. Sie ersetzt den Jäger Lord John Roxton aus dem Buch.

## Prähistorische Tiere
- Edmontosaurus
- Pterodactylus
- Tyrannosaurus
- Baryonyx-ähnlicher Theropode
- Brontosaurus

## Darstellung der Urzeittiere
Die Tiere im Film entsprechen dem ungefähren Stand der Forschung aus den 80er Jahren. So werden die Saurier leicht dümmlich dargestellt. Der Tyrannosaurus und die Anatosaurier haben eine sehr aufrechte Haltung und alle Dinosaurier ziehen ihren Schwanz auf dem Boden hinterher. Des Weiteren wird behauptet, dass die Flugsaurier die Urahnen der Vögel seien. Heute geht man davon aus, dass Vögel sich aus Dinosauriern entwickelten.

## Rezeption
TV Spielfilm nennt das Werk schlicht „dilettantisch“.
Der Filmdienst sah: eine „vornehmlich an den modischen Handlungselementen einschlägiger Abenteuerfilme interessierte Neuverfilmung des reizvollen Romans von Sir Arthur Conan Doyle, dessen „Challenger“-Figur unübersehbar mit Doyles berühmtem Detektiv Sherlock Holmes verwandt ist, stets aber in dessen (literarischem) Schatten stand.“